# Maldita
Maldita es una telenovela chilena de género dramático producida por Efe3 y transmitida por Mega durante 2012. La trama se basó en el caso de María del Pilar Pérez, lo que causó mucha polémica durante su rodaje. Los guiones estuvieron a cargo de Mateo Iribarren y con la colaboración de León Murillo, Sandra Arriagada y Felipe Rojas. Las grabaciones comenzaron el 6 de junio de 2011 en Santiago.
Protagonizada antagónicamente por Lorene Prieto como la malvada psicópata Raquel Ibáñez, junto a Harry Geithner, Willy Semler, Claudia Burr, Pablo Díaz, Javiera Díaz de Valdés y Gabriela Hernández.
El estreno estaba programado para el 22 de mayo de 2012 a las 22:30 horas, pero fue emitida a eso de las 23 horas, lo que causó las molestias de los actores.  Debido a la baja sintonía se optó por dejar la emisión en el horario de trasnoche. Finalizó el 2 de agosto del mismo año, logrando una audiencia promedio de 8,5 puntos. Se reestrenó por Mega Go en octubre de 2022.

## Argumento
El día en el que se celebran las bodas de oro de don Joaquín Ibáñez (Edgardo Bruna) y doña María Soto de Ibáñez (Gabriela Hernández), su hija mayor, Raquel (Lorene Prieto), se entera de que Alfonso Ferrer (Willy Semler), esposo de su hermana Maribel (Claudia Burr), se va a hacer cargo de la empresa familiar, relegándola a ella a un segundo plano. Esto marca el inicio del odio de Raquel contra Alfonso y toda su familia.
Raquel y su amante, el abogado de la familia Jean Paul Piquet (Renato Munster), redactan un testamento que la beneficia dejándole todos sus bienes a Raquel. Ella obligará a su padre a firmar este documento el día de la fiesta lo que provocará en don Joaquín un mortal y fulminante ataque cardíaco.
Maribel ama a Alfonso y se la juega por que su esposo sea quien lleve el negocio familiar, el que posteriormente se transformará en una vinoteca, puesto que sospecha de las malas prácticas de su hermana con el dinero de la panadería. Sin saber que esta decisión marcará la vida de toda la familia.
Raquel, es una mujer de carácter fuerte y muy posesiva, debido a esto mantiene una relación tortuosa y enfermiza con sus dos hijos, Mariana (Javiera Díaz de Valdés) y Gonzalo (Pablo Díaz), lo que la lleva a boicotear cada una de las relaciones que ellos mantienen para que no se alejen de ella.
Casada con el mexicano Esteban Zúñiga (Harry Geithner), un hombre de carácter débil y de buenos sentimientos, pero que ha vivido bajo el sometimiento de su mujer y ocultando su verdadera condición sexual. Esteban sigue en la casa porque siente que debe proteger permanentemente a sus hijos de las imposiciones de Raquel. Ella hace todo por aparentar tener una familia ideal y perfecta, pero internamente todos viven bajo el temor del terrible carácter de ella.
Raquel está dominada por su ambición y es capaz de todo con tal de perseguir sus objetivos y quedarse con el patrimonio familiar, poco a poco se va quedando sola y alejando a todos sus seres queridos. Raquel vive inmersa en una realidad paralela y ve en los demás a sus enemigos potenciales, ella siente y está convencida de que está en lo correcto y lucha sin escrúpulos por lo que ella cree que es justo. Esto la lleva a justificar cada uno de sus actos, para lo cual contará con la ayuda de “El Oreja” (Rodrigo Soto), un delincuente común que conoce en el topless “El Fauno”, él será quien la ayude en cada uno de sus terribles planes.

## Elenco
- Lorene Prieto como Raquel Ibáñez.
- Harry Geithner como Esteban Zúñiga.
- Willy Semler como Alfonso Ferrer.
- Claudia Burr como Maribel Ibáñez.
- Pablo Díaz como Gonzalo Zúñiga.
- Javiera Díaz de Valdés como Mariana Zúñiga.
- Gabriela Hernández como María Soto.
- Liliana Ross como Antonia Schmidt.
- César Sepúlveda como David Osorio.
- Antonella Ríos como Claudia Montero.
- Eduardo Paxeco como Manuel Espinoza.
- Claudia Pérez como Berta Chahuán.
- Rodrigo Soto como Juan Gómez "El Oreja"
- Carmen Gloria Bresky como Coral Maldonado / Tamara.
- Remigio Remedy como Jorge "Comisario" Riquelme.
- Angélica Castro como Ana "Fiscal" Celic.
- Renato Münster como Jean Claude Piquet.
- Florencia Díaz como Laura Ferrer.
- Pedro Campos como Gabriel Rossetti.
- María de los Ángeles García como Amaranta Undurraga.
- Glenny Rosado como Úrsula / Salomé.
- Edgardo Bruna como Joaquín Ibáñez.
- Sergio Hernández como Bruno Vivanco.
- Gonzalo Canelo como Julio Carranza.
- Luis Dubó como Antonio "Tonino" Díaz.
- Cristian de la Fuente como Ignacio Echaurren.